# Otto Steinmeyer
Otto Steinmeyer (* 11. Januar 1883 in Braunschweig; † zwischen 1947 und 1959) war ein deutscher Lungenarzt.

## Leben
Otto Steinmeyer besuchte das Herzogliche Gymnasium in Blankenburg (Harz). Nach dem Abitur studierte er an der Kaiser Wilhelm-Akademie in Berlin Medizin. 1903 trat er dem Corps Marchia Berlin bei.
Nach Staatsexamen und Promotion zum Dr. med. wurde er Sanitätsoffizier. 1910 wurde er als Oberarzt im Fußartillerie-Regiment Nr. 10 in Straßburg aufgrund seiner Tuberkulose-Erkrankung aus dem militärärztlichen Dienst verabschiedet.
Anschließend bildete er sich zum Lungenfacharzt fort. 1911 ging er als Assistenzarzt an Dr. Weicker’s Heilanstalten im schlesischen Görbersdorf, wo er bald zum Oberarzt und 1921 zum Chefarzt aufstieg. Wegen des allgemein anerkannten Erfolgs bei der Behandlung Lungenkranker ließen viele Landesversicherungsanstalten, Hauptversorgungsämter und Pensionskassen ihre Patienten dort behandeln. 1947 wurde er von den polnischen Behörden gezwungen, die Heilanstalt zu verlassen.
Steinmeyer publizierte in verschiedenen Zeitschriften zahlreiche Beiträge über Tuberkulose und ihre Behandlung.

## Auszeichnungen
Otto Steinmeyer wurde im Ersten Weltkrieg, an dem er als Sanitätsoffizier teilnahm, mit folgenden Orden ausgezeichnet:
- Landwehrdienstauszeichnung II. Klasse
- Eisernes Kreuz II. und I. Klasse
- Braunschweigisches Kriegsverdienstkreuz II. und I. Klasse
- Hessisches Militärsanitätskreuz
- Hamburger Hanseatenkreuz

## Schriften
- Erzieherische Erfahrungen und Beobachtungen auf dem Gebiete der Diagnose der Tuberkulose. 1929.
- Was jeder Laie von der Tuberkulose wissen muss?. 1930.
- Warum und was muss der Lehrer mehr von der Tuberkulose wissen als Laie?. 1930.
- Eine Dermoid-Cyste mit Wandverkalkung der rechten Pleura pulmonalis. 1931.
- Wehrdienstbeschädigung bei Lungentuberkulose und Lungenschüssen in Röntgenbildern. 1940.